# Колосио, Луис Дональдо
Лу́ис Дона́льдо Коло́сио Муррие́та (исп. Luis Donaldo Colosio Murrieta; 10 февраля 1950, Сонора — 23 марта 1994, Тихуана) — мексиканский политик.

## Биография
Отец — Луис Колосио Фернандес. Мать — Армида Офелия Муриетта Грасиа. Предки Луиса Дональдо Колосио Мурриэта переселились в Новую Испанию из Италии в XVI веке.
С 1967 года обучался в Институте технологий и высшего образования в Монтеррей. В 1972 году стал лиценциатом экономики.
1975—1976 — обучался в Пенсильванском университете (США).
С 1979 года — докторант в Международном институте прикладного системного анализа (Вена, Австрия).
С 1980 года — профессор экономики El Colegio de México, Мексиканском национальном автономном университете, Северо-мексиканском университете Anáhuac.
Вступил в Институционную революционную партию Мексики в 1968 году.
В 1985 году избран депутатом Национального конгресса.
С 1987 года член Национального исполнительного комитета Институционно-революционной партии Мексики.
С 1988 года — сенатор от штата Сонора.
1988—1992 — Председатель Институционно-революционной партии.
13 апреля 1992 года Президент Карлос Салинас де Гортари назначил его Секретарём (Министром) по социальному развитию Мексиканских Соединённых Штатов.
В ноябре 1993 года Институционно-революционная партия объявила о выдвижении Луиса Дональдо Колосио на пост президента Мексики.
Вечером 23 марта 1994 года был убит Марио Абурто Мартинесом в Ламос—Тауринас, штат Тихуана.

## Семья
Жена — Диана Лаура (умерла в 1994 году). Дети: Луис Дональдо (р. 1985) и Марианна (р. 1993).